# Nguyễn Văn Nhieu (Radsportler)
Nguyễn Văn Nhieu (* 1930; † unbekannt) war ein südvietnamesischer Radrennfahrer.

## Sportliche Laufbahn
Nguyễn Văn Nhieu war im Bahnradsport aktiv. Er war Teilnehmer der Olympischen Sommerspiele 1956 in Melbourne. Im 1000-Meter-Zeitfahren belegte er beim Sieg von Leandro Faggin den 22. Platz. Über sein weiteres Leben und seine sportlichen Erfolge ist nichts bekannt.